# Stade Pierre-de-Coubertin
O Stade Pierre-de-Coubertin é uma arena coberta localizada em Paris, França. É a sede do time de handebol do Paris Saint-Germain. Atualmente, a arena tem capacidade para 4.200 pessoas para jogos de basquete.

## História
Stade Pierre de Coubertin foi inaugurado em 1937, para a Exposição Universal, e foi reconstruído após o bombardeio ocorrido durante a Segunda Guerra Mundial. O estádio foi usado como centro de detenção durante o massacre de Paris em 1961. Em 1990, a arena passou por uma reforma, que incluiu uma nova fachada, ampliação de sua capacidade de assentos e adição de várias áreas de serviço.

## Ligação externa
- Página oficial